# Godfried I van Châteaudun
Godfried I van Châteaudun († 989) was van 967 tot aan zijn dood de eerste burggraaf van Châteaudun.

## Levensloop
Godfried I was mogelijk de zoon van burggraaf Godfried van Chartres. Vermoed wordt dat hij afstamt van graaf Rorico van Maine, maar dit is niet honderd procent zeker.
Hij was de stichter van het huis Châteaudun en in 967 werd hij door graaf Theobald I van Blois benoemd tot de eerste burggraaf van Châteaudun. Voor de rest is er over hem weinig geweten, tenzij dat hij een goede relatie had met bisschop Harduin van Tours.
Hij stierf in 989, waarna Godfried werd opgevolgd door zijn zoon Hugo I.

## Huwelijken en nakomelingen
Eerst huwde Godfried met ene Ermengarde, wier afkomst onbekend gebleven is. Vermoedelijk bleef het huwelijk kinderloos.
Zijn tweede echtgenote werd Hildegarde († rond 1005), dochter van graaf Hervé I van Perche. Ze kregen volgende kinderen:
- Hugo I († 1026), burggraaf van Châteaudun en aartsbisschop van Tours
- Adalaud, heer van Château-Cinon
- Melisende († voor 1040), huwde met graaf Fulco van Perche
- een onbekende dochter, huwde met Albert II de La Ferté-en-Beauce